# Paracladura harrisi
Paracladura harrisi är en tvåvingeart som beskrevs av Alexander 1924. Paracladura harrisi ingår i släktet Paracladura och familjen vintermyggor. Inga underarter finns listade i Catalogue of Life.